# Plagio (diritto romano)
Nel diritto romano il plagio (dal latino plagium, 'sotterfugio') era la vendita come schiavo di un uomo che si sapeva essere libero, oppure la sottrazione di uno schiavo altrui tramite la persuasione o la corruzione dello stesso.
In senso più ampio, il crimen plagii, identificabile con il sequestro di persona di condizione sia libera che servile, era un crimen previsto dalle leges publicae, introdotto intorno al 90 a.C. dalla Lex Fabia de plagiariis, secondo la quale era punito a titolo di plagium chiunque avesse rapito un uomo libero, lo avesse ridotto in catene, venduto o comprato, oppure avesse indotto alla fuga uno schiavo altrui, lo avesse tenuto nascosto, oppure venduto o comprato. Di tale crimine rispondeva anche il semplice complice.

In età repubblicana la pena prevista era un'ammenda di 50.000 sesterzi, mentre in diritto postclassico si giunse a prevedere, per le fattispecie di maggiore gravità, la pena capitale.